# Ossian (Indiana)
Ossian – miasto w Stanach Zjednoczonych, w stanie Indiana, w hrabstwie Wells.